# USS Juneau (CL-119)
USS Juneau (CL-119) byl lehký křižník United States Navy třídy Atlanta. USS Juneau převzal své jméno po své sesterské lodi USS Juneau (CL-52), druhé postavené jednotce této třídy, jež byla potopena v námořní bitvě u Guadalcanalu. Loď patřila do třetí skupiny plavidel třídy Atlanta, které byly všechny dokončeny až po skončení války a kromě odstranění dvou dělových věží s kanóny ráže 127 mm u nich byly také odstraněny všechny torpédomety a byla upravena výzbroj menších ráží.
Křižník se zúčastnil bojů korejské války. V 50. letech nesl místo 40mm a 20mm kanónů sestavu 14 kanónů ráže 76 mm. V roce 1959 byl vyřazen ze služby a v roce 1962 sešrotován.